# ТГ16М
ТГ16М (Тепловоз с Гидравлической передачей, тип 16, Модернизированный) — магистральный грузопассажирский тепловоз для работы на железных дорогах колеи 1067 мм и 1520 мм. Спроектирован для работы на путях Сахалинского региона Дальневосточной железной дороги.
Данный тепловоз должен был заменить в эксплуатации тепловозы серии ТГ16, выпущенные в 1970—1975 годах. Тепловоз спроектирован заново, изменения коснулись всех узлов и агрегатов.

## История создания и эксплуатации тепловоза
По сравнению с ТГ16 новый тепловоз имеет повышенную мощность, более высокую скорость, микропроцессорную систему управления, но главное — он может работать как на узкой колее (1067 мм), так и на широкой (1520 мм). Это позволяло без особых проблем с тягой завершить перешивку колеи на острове Сахалине.
Путь от конструкторской проработки проекта до создания тепловоза занял 3,5 года. Первая машина из новой серии прибыла в Южно-Сахалинск для проведения испытаний 9 декабря 2014 года, став первым новым тепловозом на дороге за 40 лет. В августе 2015 года заводу был выдан сертификат соответствия регистра.

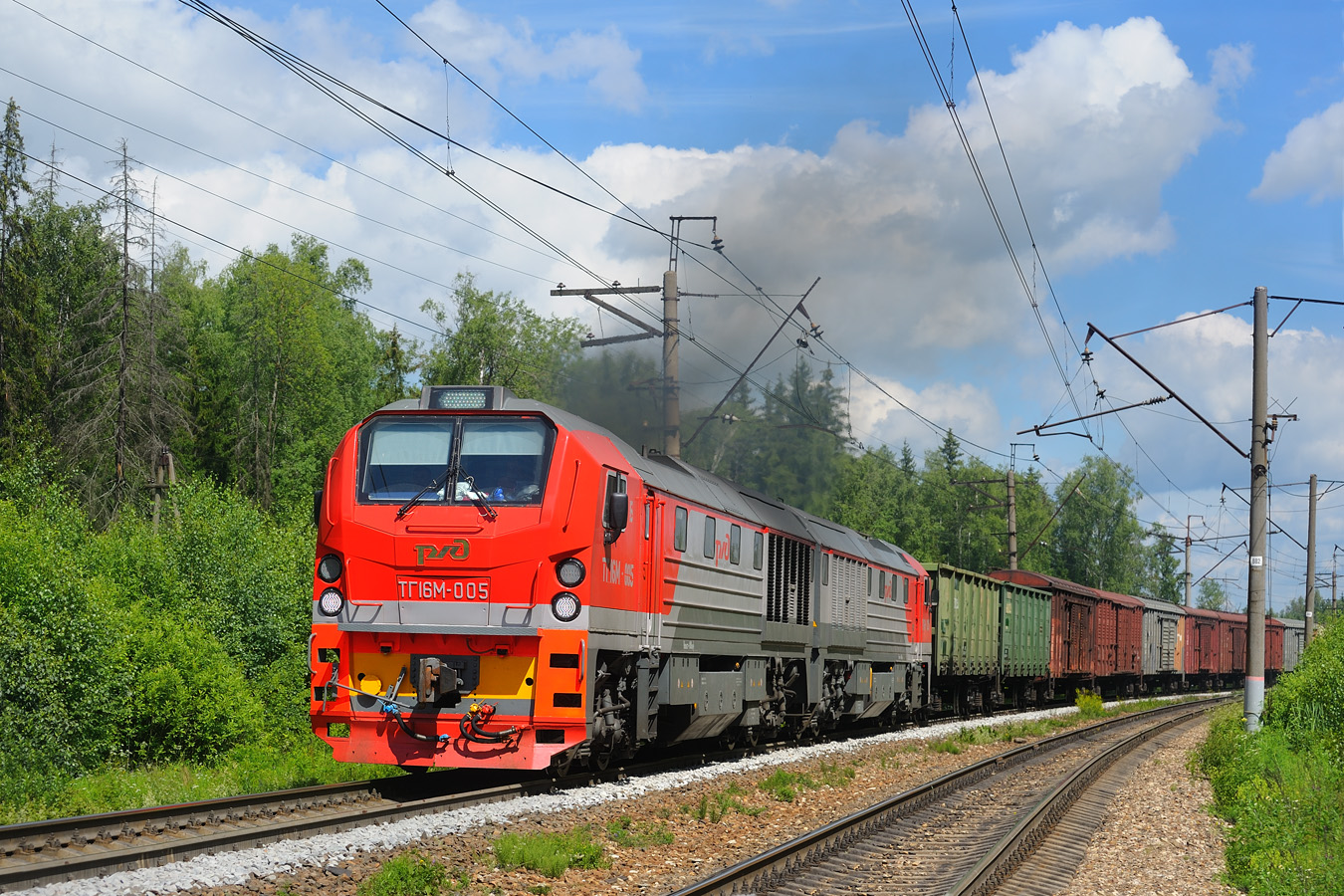
ТГ16М-005 на широкой колее на Большой московской окружной в 2016 году

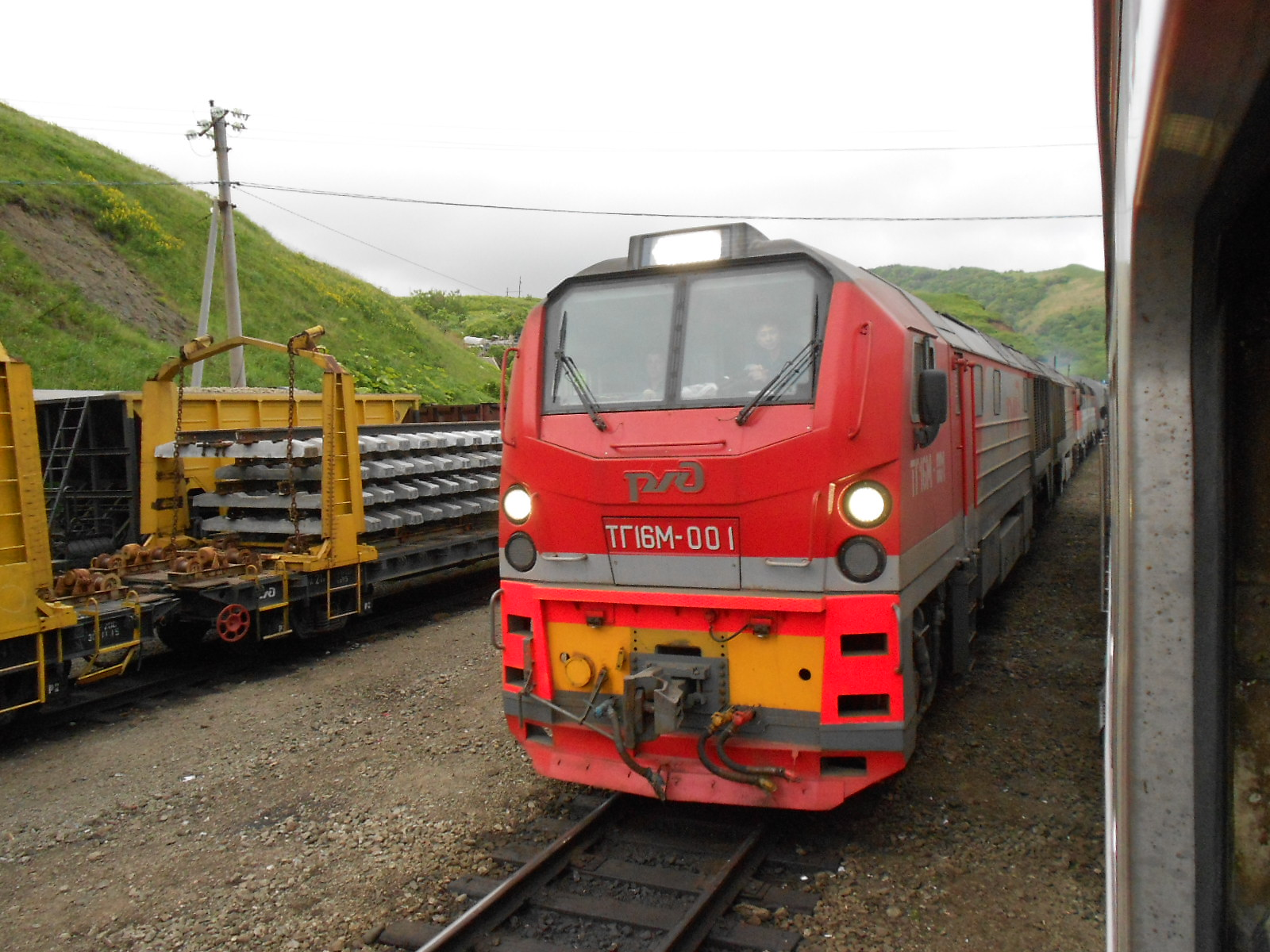
ТГ16М-001 на Сахалине на капской колее в 2016 году

В 2015 году на «Экспо 1520» демонстрировался тепловоз ТГ16М с порядковым номером 001, изготовленный на Людиновском тепловозостроительном заводе в 2014 году. На тепловозе используется гидропередача Voith Turbo и российский дизель 12ДМ-21Л производства Уральского ДМЗ.
Первоначально планировалось выпустить 40 двухсекционных машин. К 2018 году на Сахалин должно было поступить 32 тепловоза, из них 14 — в 2015 году и 17 — в 2016 году. Однако, в период с 2014 по 2016 год выпущено лишь шесть тепловозов: два — в 2014 году, один — в 2015 году и три — в 2016 году (нумерация соответствено с 001 по 006), после чего производство прекратилось.
Дальнейшие закупки локомотивов ТГ16М не предвидятся. В письме заместителя главного инженера дирекции тяги РЖД значилось: «Опыт эксплуатации показал их крайне низкую надёжность и плохую приспособленность к эксплуатации в погодных условиях о. Сахалин. Ввиду того, что в настоящее время проводится реконструкция инфраструктуры этого региона с перешивкой железнодорожной колеи на ширину 1520 мм, дальнейшее приобретение этих тепловозов видится нецелесообразным». В 2021 году все тепловозы ТГ16М переданы с Сахалина в депо Орёл Московской железной дороги (ТЧЭ-27). Последний тепловоз (006) после постройки в 2016 году сразу передан в ТЧЭ-23 (Бекасово-Сортировочное), откуда через короткое время отправлен на завод для устранения недоработок, после чего передан в Орёл.
Так как после передачи ТГ16М на Московскую дорогу на Сахалине работают тепловозы широко распространённых серий 2М62У и ТЭМ18ДМ, постройка специального тепловоза, требующего доводки и устранения «детских болезней» представляется нецелесообразной.

## Конструкция
Тепловоз состоит из двух четырёхосных секций, каждая из них оснащена одним дизельным двигателем, гидропередачей и вспомогательным оборудованием. Кузов секции тепловоза — однокабинный вагонного типа с несущей рамой. Главная рама опирается на две двухосные тележки.
Кабина машиниста модульного типа. В ней установлены пульт управления с контрольно-измерительными приборами и аппаратами, необходимыми для управления тепловозом и для контроля за работой силовой установки и тормозного оборудования. В санитарно-бытовом модуле расположены биотуалет, умывальник, шкаф для одежды, блок радиооборудования.
Дизельный двигатель четырёхтактный, 12-цилиндровый, V-образный, с газотурбинным наддувом с интеркулером. От дизеля крутящий момент передаётся на гидропередачу Voith Turbo L530breU2, приводящую в движение колёсные пары через карданные валы и угловые редукторы.
Сжатый воздух для пневматической системы локомотива и тормозов поезда обеспечивает винтовой компрессор.
Под рамой тепловоза расположены топливные баки, аккумуляторная батарея, воздушные резервуары.
Цепи управления и освещения напряжением 110 В получают питание от аккумуляторной батареи, а при работе дизеля — от стартер-генератора.
Для обеспечения работы на разной ширине колеи тепловоз имеет стяжной ящик, позволяющий переустанавливать поглощающий аппарат автосцепки СА-3 на высоту 980 и 1060 мм (так как действовали разные нормы ПТЭ).

## Краткая характеристика
- Дизель — 12ДМ-21Л (производства УДМЗ).
- Гидропередача — L530breU2 (производства Voith Turbo).
- Конструкционная скорость — 120 км/ч.
- Длительная скорость — 20 км/ч.
- Сила тяги при длительной скорости — 35,2 тс.
- Мощность — 2×2000 л. с.